# Municipio de Dead Lake
El municipio de Dead Lake (en inglés: Dead Lake Township) es un municipio ubicado en el condado de Otter Tail en el estado estadounidense de Minnesota. En el año 2010 tenía una población de 494 habitantes y una densidad poblacional de 5,43 personas por km².

## Geografía
El municipio de Dead Lake se encuentra ubicado en las coordenadas 46°29′26″N 95°43′55″O / 46.49056, -95.73194. Según la Oficina del Censo de los Estados Unidos, el municipio tiene una superficie total de 91.02 km², de la cual 63,39 km² corresponden a tierra firme y (30,36 %) 27,63 km² es agua.

## Demografía
Según el censo de 2010, había 494 personas residiendo en el municipio de Dead Lake. La densidad de población era de 5,43 hab./km². De los 494 habitantes, el municipio de Dead Lake estaba compuesto por el 98,58 % blancos, el 0,2 % eran afroamericanos, el 1,01 % eran amerindios y el 0,2 % eran de una mezcla de razas. Del total de la población el 0,81 % eran hispanos o latinos de cualquier raza.